# Optimus Clix
Optimus Clix foi um operador de telecomunicações fixas de Portugal que disponibilizava serviços de Net, Voz, TV e Videoclube e Net Móvel. Competia sobre a insígnia Optimus, com a ZON, Vodafone e a MEO da Portugal Telecom.

## História

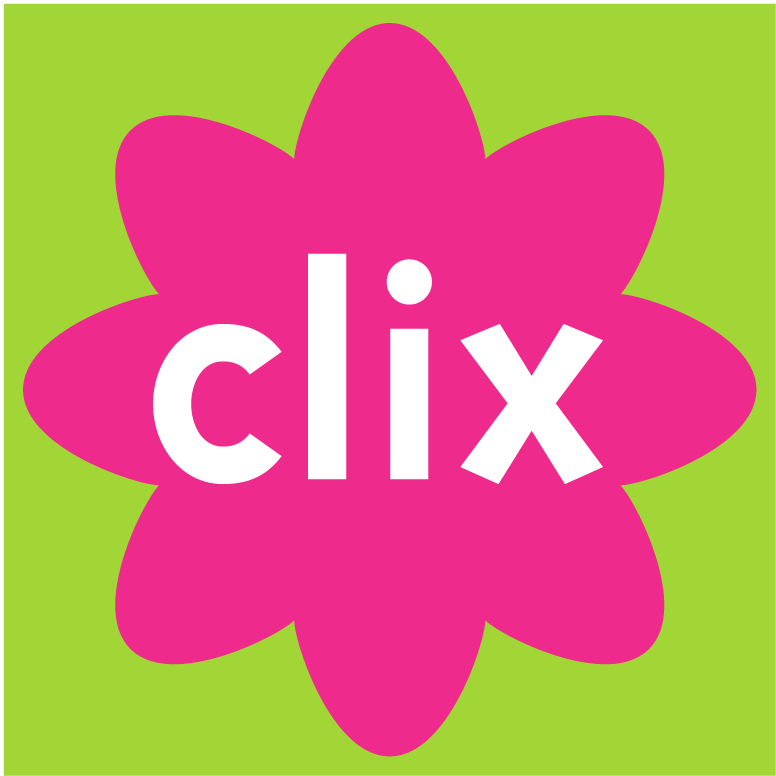
1º logo da marca

A marca Clix foi lançada no dia 27 de Outubro de 1999 pela Novis, juntamente com o portal clix, onde os clientes tinham a possibilidade de criar uma conta de email, aceder a uma plataforma de chat e ainda tinham acesso a alguns jogos e notícias atualizadas . A Clix, empresa de telecomunicações do Grupo Sonae, iniciou-se com o slogan "fazer clix custa nix" e disponibilizando um serviço de Acesso Grátis à Internet - pagando-se apenas o custo das chamadas telefónicas - por Modem analógico ou RDIS e lança um portal disponível em www.clix.pt.
Em 7 de Setembro de 2002 a Clix lançou a sua oferta de acesso à Internet por ADSL, denominada Clix Turbo. Além do serviço de Internet é disponibilizado um serviço de Voz (tecnologia VoIP) permitindo aos clientes realizar chamadas telefónicas através do computador a preços competitivos.
Em 6 de Março de 2004 a Novis e a Clix disponibilizaram uma oferta "revolucionária", comparativamente com as ofertas concorrentes, de serviço de Telefone Fixo e acesso à Internet ADSL denominada Revolução das Flores por meio da desagregação do lacete local e suportada por uma infra-estrutura própria, tendo como uma das principais vantagens o fim da histórica assinatura telefónica cobrada pela Altice (anteriormente PT) e permitindo aos utilizadores um acesso à Internet de 1Mbps a preços muito competitivos. Este serviço apenas foi disponibilizado em algumas zonas de Lisboa e Porto.
Em Novembro de 2004 o Clix lançou uma nova oferta de acesso directo, Internet ADSL e Telefone Fixo sem assinatura mensal (tal como na oferta Revolução das Flores, que é então extinguida) disponibilizando agora velocidades de 2, 4 e 8 Mbps suportada por uma infra-estrutura própria. As zonas do país onde o serviço está disponível são expandidas ambicionando cobrir todas as capitais de distrito e cidades mais populosas. Comparando com as ofertas da concorrência o novo serviço do Clix tem preços mais baixos e disponibiliza até 8 vezes mais velocidade. O serviço ADSL indirecto para "zonas não Clix" volta também a ser comercializado.
Em 13 de Abril de 2005, Portugal passou a ter um dos acessos à Internet mais rápidos do mundo, o Clix lançou no mercado uma oferta de 16Mbps utilizando a tecnologia ADSL2+. Posteriormente, em 10 de Novembro de 2006 lançou no mercado uma nova oferta de 24Mbps.
Em Abril de 2006 o Clix lançou para o público a SmarTV, um serviço de Televisão Digital e Home Video utilizando o sistema IPTV sobre a tecnologia ADSL2+, sendo a primeira oferta em Portugal a utilizar esta tecnologia. Com o lançamento do Clix Fibra em 2008, a televisão do Clix passou também a ser distribuída por fibra óptica. Em Abril de 2009 a empresa decidiu alterar o nome de Clix SmarTV para Clix TV.
A 23 de Setembro de 2008, o Clix lançou o Clix Fibra, a primeira oferta comercial em Portugal através de fibra óptica. Através desta nova tecnologia a Clix oferece os serviços de internet, telefone, televisão e home video (Videoclube).
No dia 21 de Janeiro de 2010, decide fundir a marca Clix com a marca Optimus, formando a "Optimus Clix". Desta forma, a Optimus passa a ser a única marca utilizada no segmento de telecomunicações da Sonaecom. A Optimus Clix lançou dia 25 de Janeiro de 2010 uma intensa campanha na televisão, rádio, imprensa escrita e outdoors para divulgar o novo produto e afirmar-se perante a ZON Multimédia e o MEO (da PT).
Era propriedade da Sonaecom, a sub-holding do Grupo Sonae para a área das telecomunicações e tecnologias de informação. No final de 2013 Optimus e ZON Multimédia avançam com processo de fusão, com objectivo de fornecer um leque de serviços mais abrangente da qual resultou a marca NOS.
Após a liberalização do sector de telecomunicações em Portugal, a Optimus Clix contribuiu de forma decisiva para o fim do histórico monopólio da Portugal Telecom, sobretudo graças à revolucionária e inovadora estratégia de materialização do serviço de acesso à internet (através da oferta maciça de CDs de instalação nos hipermercados Continente) e graças à aposta numa estratégia de comunicação eficaz.
Em Fevereiro de 2013 é anunciado um processo de fusão entre a Optimus Telecomunicações e ZON Multimédia, com objectivo de poder oferecer aos utilizadores um número de serviços mais abrangente e complementar combinando as infraestruturas existentes de cada uma das duas empresas.
No final do ano de 2013 o processo tem luz verde da Autoridade da Concorrência (AdC), tendo como uma das imposições a alienação da rede de fibra óptica FTTH detida pela Sonaecom em parceria com a Vodafone.
Sonae compra 20% da Sonaecom detidos pela France Telecom (atual Orange S.A.), o seu parceiro estratégico de vários anos, passando a Sonaecom a ser detida na totalidade pela Sonae.
No dia 15 de maio de 2014, antes no dia 16, a mudança da ZON Optimus de passar para a NOS, a operadora de telecomunicações de TV+NET+VOZ da Optimus Clix foi desligado que os clientes após 15 anos, sendo um proprietário do Grupo ZON Optimus. A fusão com a ZON foi concretizada resultando na marca NOS.
Em setembro de 2015, o portal Clix foi encerrado é substituído pela marca única IOL.PT da Media Capital.